# برنارد بروغان
برنارد بروغان (بالإنجليزية: Bernard Brogan)‏ هو لاعب كرة القدم الغالية أيرلندي، ولد في 24 سبتمبر 1953 في دبلن في جمهورية أيرلندا.